# Giprus orarius
Giprus orarius är en insektsart som beskrevs av Sawbridge 1975. Giprus orarius ingår i släktet Giprus och familjen dvärgstritar. Inga underarter finns listade i Catalogue of Life.